# Augusto de Castro
Cet article concerne le diplomate. Pour le coureur de BMX, voir Augusto Castro.
Augusto de Castro Sampaio Corte-Real, né à Porto le 11 janvier 1883 et mort à Campolide le 24 juillet 1971, mieux connu sous le nom d'Augusto de Castro, est avocat, homme de lettres, journaliste, diplomate et homme politique portugais, dont la carrière a débuté durant les dernières années de monarchie constitutionnelle portugaise et s'est poursuivie lors de l'Estado Novo.
Il est l'un des publicistes les plus en vue de l'Estado Novo, régime corporatiste autoritaire de la Deuxième République portugaise, mis en place de 1933 à 1974, gagnant en notoriété en qualité de commissaire de l'Exposition du monde portugais, en 1940.

## Biographie
Augusto de Castro Sampaio Corte-Real est né au 501 Rua de Cedofeita, Porto, le 11 janvier 1883, dans la famille des comtes de Fijô. Il est le fils d'Augusto Maria de Castro Pereira Corte-Real et de son épouse, Isabel Maria de Sousa Sampaio,.
À l'âge de 16 ans, il écrit son premier livre, intitulé Religion du soleil, dans lequel il exprime l'amitié qu'il ressent pour Amadeu de Cunha, un jeune écrivain avec qui il collabore aux revues littéraires Os Livres et A Revista Literária, avec Óscar Pratt.
Les années passées au lycée sont marquées par la convivialité et les initiatives littéraires de Carlos Malheiro Dias, António Patrício, Rodrigo Solano, Paulo Osório, Alberto de Oliveira et Agostinho de Campos. À la Faculté de droit de l'université de Coimbra, où il étudie et obtient son diplôme en droit (1903), il est influencé par l'environnement littéraire de la génération des années 1890, exerçant le droit à Porto. Dans cette ville, il dirige le quotidien A Provîncia. À Lisbonne, il est membre du Parti progressiste et rédacteur en chef du Jornal do Comércio et chroniqueur d'O Século, où il entretient la rubrique « Fumée de ma cigarette ». Le 29 juillet 1905, il épouse Maria Emília de Barbosa Azevedo Sottomayor et Bourbon, originaire de la commune d'Estarreja.
Augusto de Castro enseigne au Conservatoire (1912-1922) et dirige le département de la Caixa Geral de Depósitos (1919). Le 28 juin 1919, il est décoré de la Grand-Croix de l'ordre militaire du Christ. En mars 1924, il est nommé chef de mission de 4e classe à l'ambassade du Portugal à Londres.
Par décret du 6 juin 1924, il est muté à l'ambassade du Portugal près le Saint-Siège, comme chef de mission de Ire classe, poste qu'il occupera également à Berlin, par décret du 28 septembre 1929. Il est ensuite muté à Bruxelles, par décret du 18 novembre 1929, et par décret de janvier 1931, il est nommé ministre plénipotentiaire à Rome (Quirinal), fonction qu'il occupe jusqu'en 1935.
Le 4 janvier 1935, il est transféré à la légation portugaise au Vatican. La même année, il retourne à Bruxelles, où il reste jusqu'en 1938. En 1942, il reprend ses activités diplomatiques, étant en 1945 ministre plénipotentiaire Paris. Il devient ambassadeur extraordinaire du gouvernement portugais à l'Assemblée générale des Nations unies (1948) et représentant du Portugal aux conférences sur le plan Marshall (1948-1949).
Il est directeur du Diário de Notícias de 1919 à 1924, de 1939 à 1945 et de 1947 jusqu'à la date de sa mort. Il a également collaboré à Revista Nova (1901-1902), à la revue A Imprensa (1919) et au Boletim do Sindicato Nacional dos Jornalistas (1941-1945).
Augusto de Castro est membre de l'Académie brésilienne des lettres, élu le 25 janvier 1945, il occupe la chaire no 5, auparavant tenue par Eugénio de Castro.
Il est également docteur honoris causa (le premier) de la Faculté des Arts de l'université de Porto (1969). Le 2 février 1950, il est décoré du grade de grand-officier de l'ordre du Mérite. Le 19 juillet 1961 il reçoit le grade de grand-croix de l'ordre de l'Infant Dom Henri et, le 13 juillet 1967, il est élevé au grade de Grand-Croix de l'ordre de Sant'Iago de l'Épée.
Il est mort à l'âge de 88 ans, victime d'un infarctus du myocarde, à Lisbonne, dans la paroisse de Campolide, dans sa résidence, au 59 Rua Dom Carlos de Mascarenhas. Il est inhumé dans sa ville natale, dans la sépulture de sa famille, au Cemitério de Agrammonte,,.

## Œuvres

### Théâtre
- Enfin! : Pièce en 1 prologue et 8 actes. Expressément écrite pour être représentée à la récitation d'adieu du cours de 5e année de théologie-juridique 1901-1902. Coimbra : Typographie França Amado, 1902.
- Amour à l'ancienne : comédie en 4 actes. Jouée pour la première fois au Teatro de D. Maria II le 16 février 1907. Lisbonne : Ferreira & Oliveira, 1906 ; 2e édition, Lisbonne : Empreza Literária Fluminense, 1922.
- Chemin perdu : pièce en 3 actes. Jouée pour la première fois au Teatro D. Maria II le 24 mars 1906. Auparavant, sa représentation avait été interdite par le commissaire du gouvernement, en raison de l'audace du sujet, ce qui lui a valu sa démission. Lisbonne : Livraria Editora Viúva Tavares Cardoso, 1906.
- Thé de cinq heures : comédie en 3 actes, 1909.
- Vertige : pièce en 4 actes. Jouée pour la première fois au Teatro de D. Amélia, à Lisbonne, dans la nuit du 18 février 1910. Porto : Livraria Magalhães & Moniz, édition limitée, 1910.
- Nos amants : comédie en 3 actes. Créée au Theatro da Républica le 3 janvier 1912. Lisbonne : Livraria Ferreira, 1912.
- Culpabilité : pièce en 1 acte. Créée au Teatro República de Lisboa, en avril 1918. Lisbonne : Portugalia, 1918.
- Amour : pièce en 4 actes, avec 1 prologue et 1 épilogue. Lisbonne : Empresa Nacional de Publicidade, 1934.

### Autres
- As mulheres e as cidades (les femmes et les villes), 1928.
- A crise internacional e a política externa portuguesa, 1949.

## Honneurs

### Phaléristique
Augusto de Castro est :
- Grand-croix de l'ordre du Christ (Portugal) (28 juin 1929).
- Grand officier de l'ordre du Mérite du Portugal (2 février 1950).
- Grand-croix de l'ordre de l'Infant Dom Henri (19 juillet 1961).
- Grand-croix de l'ordre de Sant'Iago de l'Épée (13 juillet 1967).

### Toponyme
- L'Avenida Dr. Augusto de Castro à Marvila, Lisbonne, lui rend hommage.